# Acanthograeffea
Acanthograeffea is een geslacht van Phasmatodea uit de familie Phasmatidae. De wetenschappelijke naam van dit geslacht is voor het eerst geldig gepubliceerd in 1932 door Günther.

## Soorten
Het geslacht Acanthograeffea omvat de volgende soorten:
- Acanthograeffea denticulata (Redtenbacher, 1908)
- Acanthograeffea modesta Günther, 1932